# 佩諾湖
佩諾湖是俄羅斯的湖泊，由特維爾州負責管轄，位於瓦爾代高地，長7.2公里、寬2.1公里，面積16.7平方公里，湖岸線長度38.7公里，最大水深17.4米，平均水深3.1米。